# Agneta Hjorth
Agneta Hjorth (1970) è un'ex sciatrice alpina svedese, vincitrice della Coppa Europa nel 1990.

## Biografia
Specialista delle prove tecniche, la Hjorth debuttò in campo internazionale in occasione dei Mondiali juniores di Madonna di Campiglio 1988; nella stagione 1989-1990 vinse la Coppa Europa generale. Si ritirò durante la stagione 1994-1995 e la sua ultima gara fu uno slalom speciale universitario disputato l'11 febbraio a Santa Fe; non prese parte a rassegne olimpiche né ottenne piazzamenti in Coppa del Mondo o ai Campionati mondiali.

## Palmarès

### Coppa Europa
- Vincitrice della Coppa Europa nel 1990